# Carparachne alba
Carparachne alba is een spinnensoort uit de familie van de jachtkrabspinnen (Sparassidae).
De wetenschappelijke naam van de soort werd in 1962 gepubliceerd door Reginald Frederick Lawrence.